# Олух царя небесного
Олух царя небесного — разговорное выражение, означающее глупого человека, простака, дурака.
Существует ряд версий происхождения и значения слова олух:
- отождествление с однокоренными диалектными (псковскими) словами: во́лух «лентяй», валу́х «дурак».
- диалектное лох («разиня») и лух «дурак»[2].
- собственное имя Олуферий (греч. Ελευθέριος).
- древнерусское собственное имя Олух, которое со временем стало нарицательным и вышло из употребления[3].
- во́лух «пастух волов», в переносном значении «неуч, глуповатый человек».
- оглух «глухой».
- арабское олух «дуралей, грубиян».

А. А. Бурыкин даже предложил гипотезу полукальки из тюркского титула со значением «великий небесный царь».
Фразеологизм указывает на считающуюся в народе приближённость недалёких людей к богу (как и юродивых, нищих, шутов и т. п.). Синоним: Пень божий. В. В. Виноградов с одной стороны признает возможность подобной трактовки, поскольку, по его мнению, слово олух вместе со словами окуля (плут) и олиско (дурак) пришли в северные русские говоры из финно-угорских языков, но с другой стороны призывает с осторожностью к ней относиться, поскольку, в значении необразованный, глупый, плохой слово олух вошло в литературный русский язык лишь в XIX веке, а значит возможно, что его значение успело измениться по сравнению с древнерусским.

Я вырву два маленькие клочка, хорошо выражающие гнев и любовь Шемяки … «… Или вы почитаете меня за такого олуха царя небесного, что я не замечу хлеба в печи и стану её топить? Или вы хотите, чтобы я, отдавши все великому князю, своими руками принес голову родного моего брата и кровью его запил дружбу с Москвою, позор мой и унижение!»
Предчувствую, что при слове олух наши чопорные критики вонзят по крайней мере три восклицательные знака, как будто три отбитых бунчука! Никто не помешает им обриться; но я скажу по сердечному убеждению, что отрывок сей вместе силён и естествен. Гнев, как буря, возметающая со дна морей грязь и янтарь, выбрасывает из человека самые низкие выражения и самые высокие чувства.